# Shigetatsu Matsunaga
Shigetatsu Matsunaga, född 12 augusti 1962 i Shizuoka prefektur, Japan, är en japansk tidigare fotbollsspelare.